# Festiwal Filmów Dokumentalnych „Kino z duszą”
Festiwal Filmów Dokumentalnych „Kino z duszą” (zapis stylizowany: KINO Z DUSZĄ) – festiwal filmów dokumentalnych organizowany od 2013 w Warszawie.
Twórczyniami i dyrektorkami tego festiwalu są dziennikarka ekonomiczna „Rzeczpospolitej” Grażyna Raszkowska oraz Ewa K. Czaczkowska, autorka książek, publicystka, wykładowca Uniwersytetu Kardynała Stefana Wyszyńskiego i dyrektor działu nauki w Muzeum Jana Pawła II i Prymasa Wyszyńskiego w Warszawie. Wydarzenie odbywa się w II połowie listopada. Pierwsze dwie edycje festiwalu odbyły się w Kinie Praha, 3. edycja natomiast w Kinie Wisła. Od 2016 roku festiwal związany jest z mieszczącą się w Pałacu Kultury i Nauki Kinoteką.
Na festiwalu prezentowane są filmy dokumentalne polskich i zagranicznych autorów podejmujące ważne kwestie religijne, społeczne, historyczne i psychologiczne, wyróżniające się wysokimi walorami artystycznymi i prezentujące chrześcijańskie i ogólnoludzkie wartości. Projekcjom festiwalowym towarzyszą spotkania z autorami, panele dyskusyjne, a także bloki edukacyjne, adresowane do uczniów społecznych szkół.
Filmy pokazywane podczas festiwalu biorą udział w konkursie o Nagrodę KINA Z DUSZĄ. Najlepsze filmy wybiera profesjonalne jury: reżyser Maciej Drygas, operator i wykładowca PWSFTviT Andrzej Musiał, reżyser Arkadiusz Gołębiewski, krytyk filmowy Bartek Pulcyn, Ewa K. Czaczkowska i Grażyna Raszkowska.
Operatorem i głównym organizatorem festiwalu jest Fundacja Areopag XXI. Wydarzenie współorganizowane jest przez Narodowe Centrum Kultury. Od 2015 r. partnerem festiwalu jest Centrum Myśli Jana Pawła II.

## Laureaci
Nagrodę Główną KINA Z DUSZĄ w 2013 r. otrzymał Marcin Janos Krawczyk za film "Matka 24h”. Drugą Nagrodę, ufundowaną przez Fundację Salvatti otrzymał Ireneusz Dobrowolski za film "Rachunek szczęścia”, aTrzecią Nagrodę otrzymali ex aequo Arkadiusz Gołębiewski za film "Kwatera Ł” i Kacper Czubak za film "18 kg”. Nagrodę Publiczności Festiwalu Filmów Dokumentalnych KINO Z DUSZĄ w 2013 r. otrzymał Tomasz Bardosch za film "Ty! On? Ja?”.
W 2014 r. Nagrodę Główną otrzymali Julita Wołoszyńska i Krzysztof Żurowski  za film "Żyd Ishai”, a Drugą Nagrodę otrzymała Sophia Turkiewicz za film "Niegdyś moja matka".
W 2015 r. Nagrodę Główną Festiwalu Filmów Dokumentalnych KINO Z DUSZĄ otrzymali: Dorota Petrus i Bogdan Lęcznar za film „Przedpokój do raju”, Drugą Nagrodę Maciej Pawlicki za film „Stella”., a Nagrodę Specjalną Jury Festiwalu otrzymał Michał Szcześniak za film „Punkt wyjścia”. Wyróżnienie za wybitne walory edukacyjne otrzymali: Małgorzata Walczak i Marek Pawłowski za film „Jaster. Tajemnica Hela”. Wyróżnienie za wartości ekumeniczne i pojednanie międzynarodowe otrzymali: natomiast Dorota Petrus i Bogdan Lęcznar za film „Po prostu jako człowiek”.
Nagrodę Główną 4. edycji festiwalu w 2016 r. otrzymał Marek Tomasz Pawłowski, reżyser filmu „Dotknięcie Anioła”, za dotknięcie tajemnicy życia w piekle Holocaustu. Drugą Nagrodę Festiwalu Filmów Dokumentalnych KINO Z DUSZĄ 2016 otrzymała Zofia Kowalewska, reżyserka filmu „Więzi” za wzruszającą opowieść o  trudzie przepraszania i przebaczania. Nagrodę inspirowaną Osobą i nauczaniem Jana Pawła II otrzymał Paweł Jóźwiak-Rodan reżyser filmu „Pielgrzym”. Wyróżnienie Specjalne Jury otrzymali Wojciech Szumowski i Michał Przedlacki, reżyserzy filmu „Aleppo. Notatki z ciemności”. 

## Wydarzenia specjalne
W 2014 roku podczas festiwalu polską premierę miał amerykański film dokumentalny „Franciszek z nowego świata” reż. Davida Niglieri, a w 2015 r. odbyła się premiera filmu Dariusza Grajewskiego "Czas niedokończony. Wiersze księdza Jana Twardowskiego”. W 2016 r. Galę finałową uświetnił koncert Mariki.